# Tvrdkov
Obec Tvrdkov (německy Pürkau) se nachází v okrese Bruntál v Moravskoslezském kraji. Žije zde 238 obyvatel.

## Historie

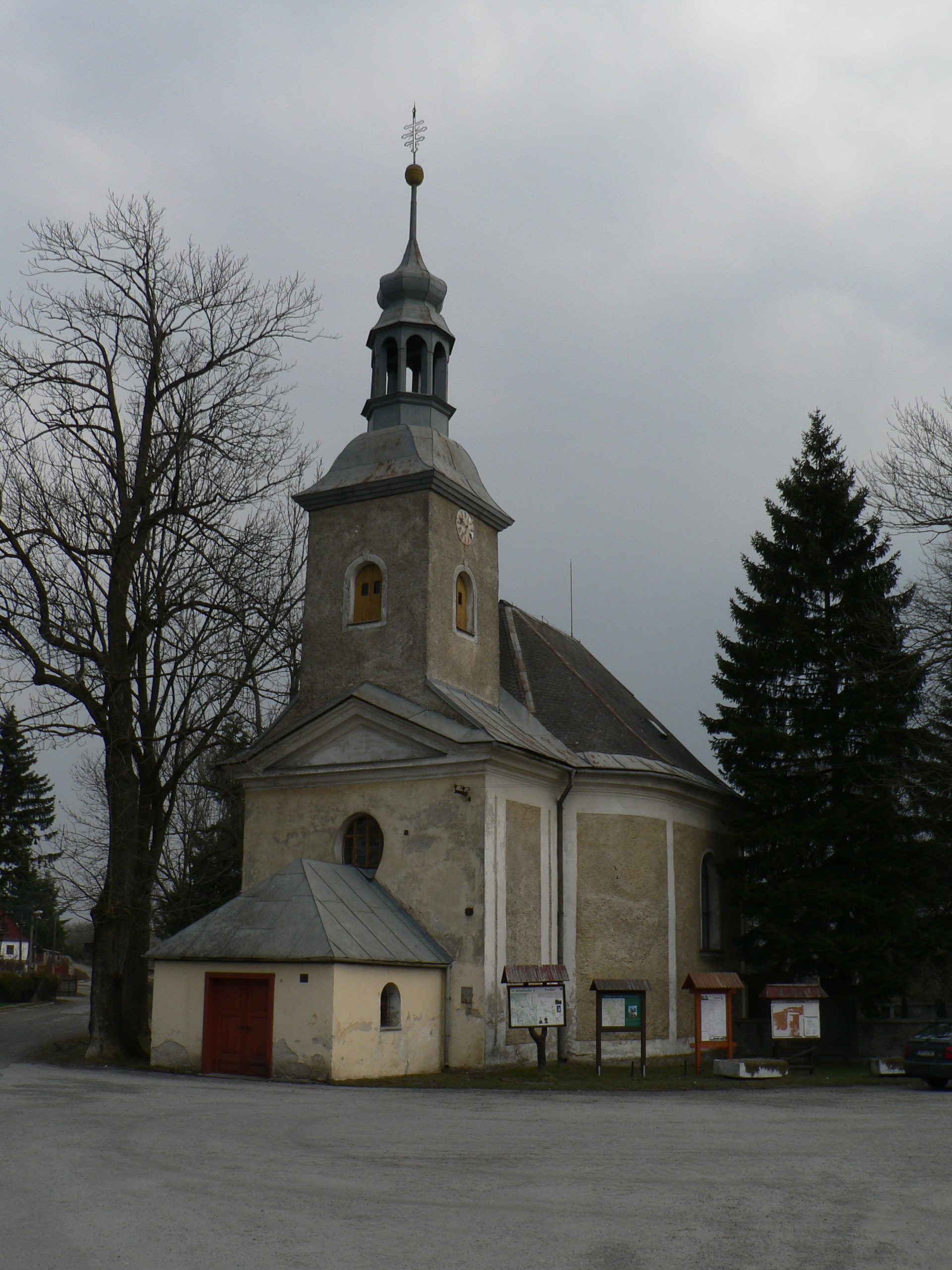
Kostel sv. Antonína Paduánského

První písemná zmínka o Tvrdkově je z roku 1349. Vznik obcí Tvrdkova, Rudy a Mirotínku (dříve samostatné obce, dnes spadající pod Tvrdkov) je úzce spjat s mocným rodem Bludoviců a sahá do 13. století. První písemná zmínka o existenci Rudy je z roku 1348, Tvrdkova z roku 1349 a Mirotínku z roku 1381. Původní slovanské osídlení bylo postupně nahrazeno německou kolonizací. Německý charakter měla obec až do konce Druhé světové války.

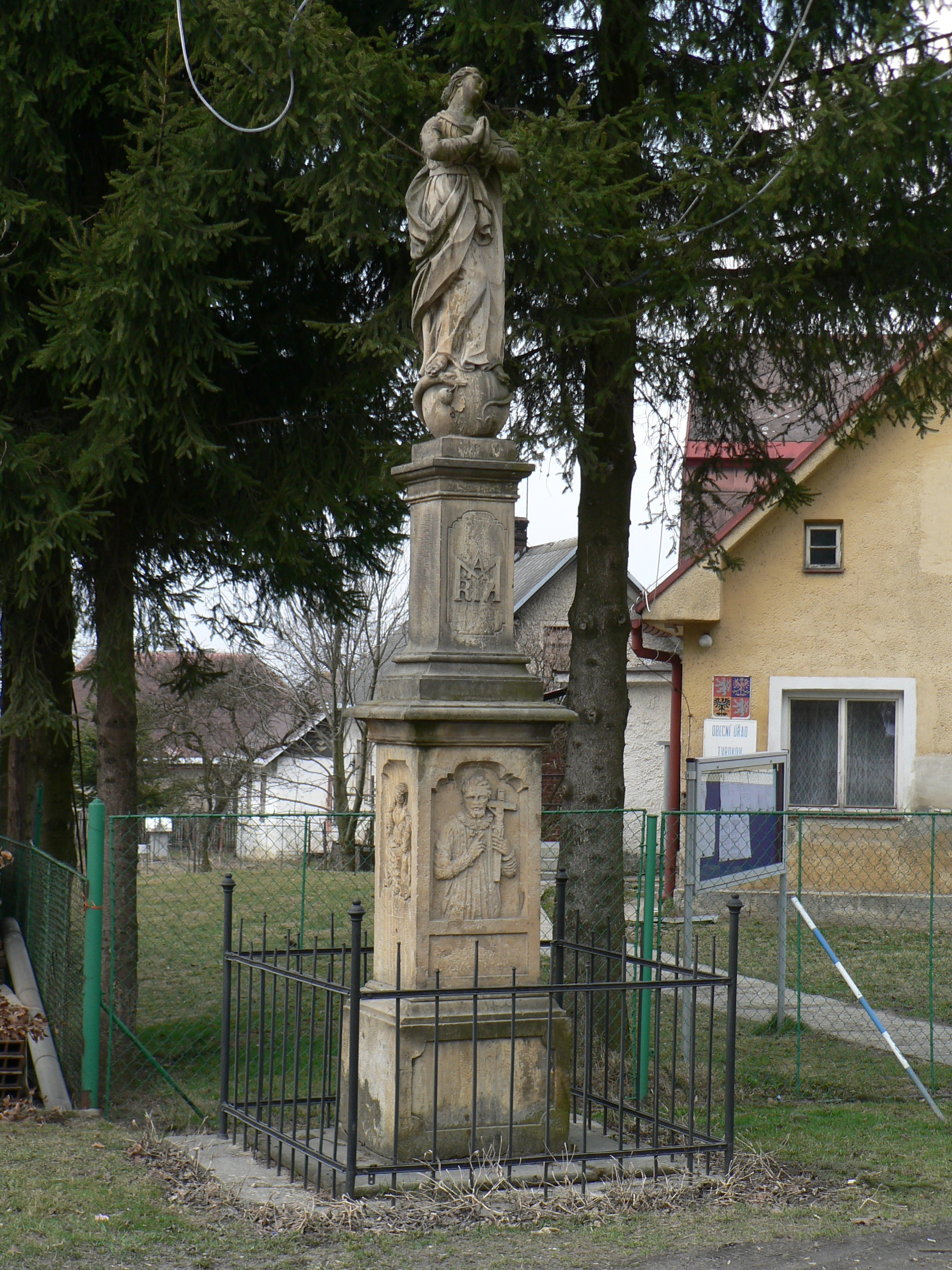
Socha Panny Marie Immaculaty

Od počátku existence obce se lidé živili zemědělstvím. Na málo výnosné půdě se pěstovalo žito, oves a len. Rozšířeno bylo i včelařství a v okolí Rudy se úspěšně těžila zlatá, stříbrná a železná ruda. V roce 1784 byla zřízena kuracie vyfařením z Horního Města. Prvý zvon pro Tvrdkov byl odlit však již r. 1601. V roce 1768 započato se stavbou kostela zasvěceného sv. Antonínu Paduánskému, jež byla ukončena roku 1776. V obci byla dědičná rychta a 35 zemědělských usedlostí. Nepřehlédnutelnými památkami, které se zachovaly je křížová cesta se čtrnácti sousošími vedoucí na Křížový vrch a kostel P. Marie Sněžné z roku 1758 v Rudě. V blízkosti tvrdkovského kostela je socha P. Marie Immaculaty z roku 1848. „Polské kameny“ u Mirotínku připomínají smrt polských vojáků za švédských válek.

### Vývoj počtu obyvatel
Počet obyvatel celé obce Tvrdkov podle sčítání nebo jiných úředních záznamů:
| Rok            | 1869 | 1880 | 1890 | 1900 | 1910 | 1921 | 1930 | 1950 | 1961 | 1970 | 1980 | 1991 | 2001 |
| -------------- | ---- | ---- | ---- | ---- | ---- | ---- | ---- | ---- | ---- | ---- | ---- | ---- | ---- |
| Počet obyvatel | 1647 | 1638 | 1524 | 1377 | 1302 | 1227 | 1148 | 527  | 571  | 473  | 346  | 287  | 253  |

1. ↑  z toho: 22 Čechoslováků, 1123 Němců; 1114 řím. kat., 2 evang., 32 starokatol.
2. ↑  z toho: 249 Čechů, Moravanů a Slezanů, 3 Slováci, 1 Němec; 60 řím. kat., 1 evang., 1 pravosl., 156 bez vyzn.

V celé obci Tvrdkov je evidováno 261 adres : 170 čísel popisných (trvalé objekty) a 91 čísel evidenčních (dočasné či rekreační objekty). Při sčítání lidu roku 2001 zde bylo napočteno 157 domů, z toho 85 trvale obydlených. Ke dni 25. 3. 2010 zde žilo 222 obyvatel.
Počet obyvatel samotného Tvrdkova podle sčítání nebo jiných úředních záznamů:
| Rok            | 1869 | 1880 | 1890 | 1900 | 1910 | 1921 | 1930 | 1950 | 1961 | 1970 | 1980 | 1991 | 2001 |
| -------------- | ---- | ---- | ---- | ---- | ---- | ---- | ---- | ---- | ---- | ---- | ---- | ---- | ---- |
| Počet obyvatel | 435  | 455  | 424  | 384  | 391  | 396  | 366  | 203  | 236  | 245  | 201  | 189  | 162  |

1. ↑  z toho: 10 Čechoslováků, 353 Němců; 360 řím. kat., 2 evang.

V samotném Tvrdkově je evidováno 132 adres : 78 čísel popisných a 54 čísel evidenčních. Při sčítání lidu roku 2001 zde bylo napočteno 75 domů, z toho 52 trvale obydlených.

## Části obce
- Tvrdkov (k. ú. Tvrdkov)
- Mirotínek (k. ú. Mirotínek)
- Ruda (k. ú. Ruda u Rýmařova)

## Pamětihodnosti
- Kostel svatého Antonína Paduánského je kulturní památkou ČR.[8]
- Socha P. Marie Immaculaty